# George Richards Minot
George Richards Minot (2. prosince 1885, Boston USA – 25. února 1950, New York USA) byl americký lékař.
Roku 1934 mu byla udělena Nobelova cena za fyziologii a medicínu „za objev týkající se léčby anémie játry“.
Spolu s ním byli oceněni William Parry Murphy a G. H. Whipple.
Nejprve studoval zoologii, v roce 1912 získal doktorát medicíny na Harvardově univerzitě. Po praxi na interně v General Hospital pracoval v nemocnici a lékařské fakultě Johns Hopkins University. V roce 1922 přijal místo na Harvardově univerzitě, kde získal roku 1928 titul profesora medicíny. Při své vědecké práci se věnoval hlavně výzkumu krve, krevnímu oběhu, krevní srážlivosti, problematice krvácení, anémie, leukémie. V té době byla velmi rozšířená perniciozní anémie, proto v roce 1926 spolu s Murphym navázali na Whippleovy pokusy a podávali nemocným syrová játra. Přes nevýhody, které byly s konzumací jater spojeny, dosáhli obdivuhodných léčebných výsledků.